# Pilotos españoles en Fórmula 1

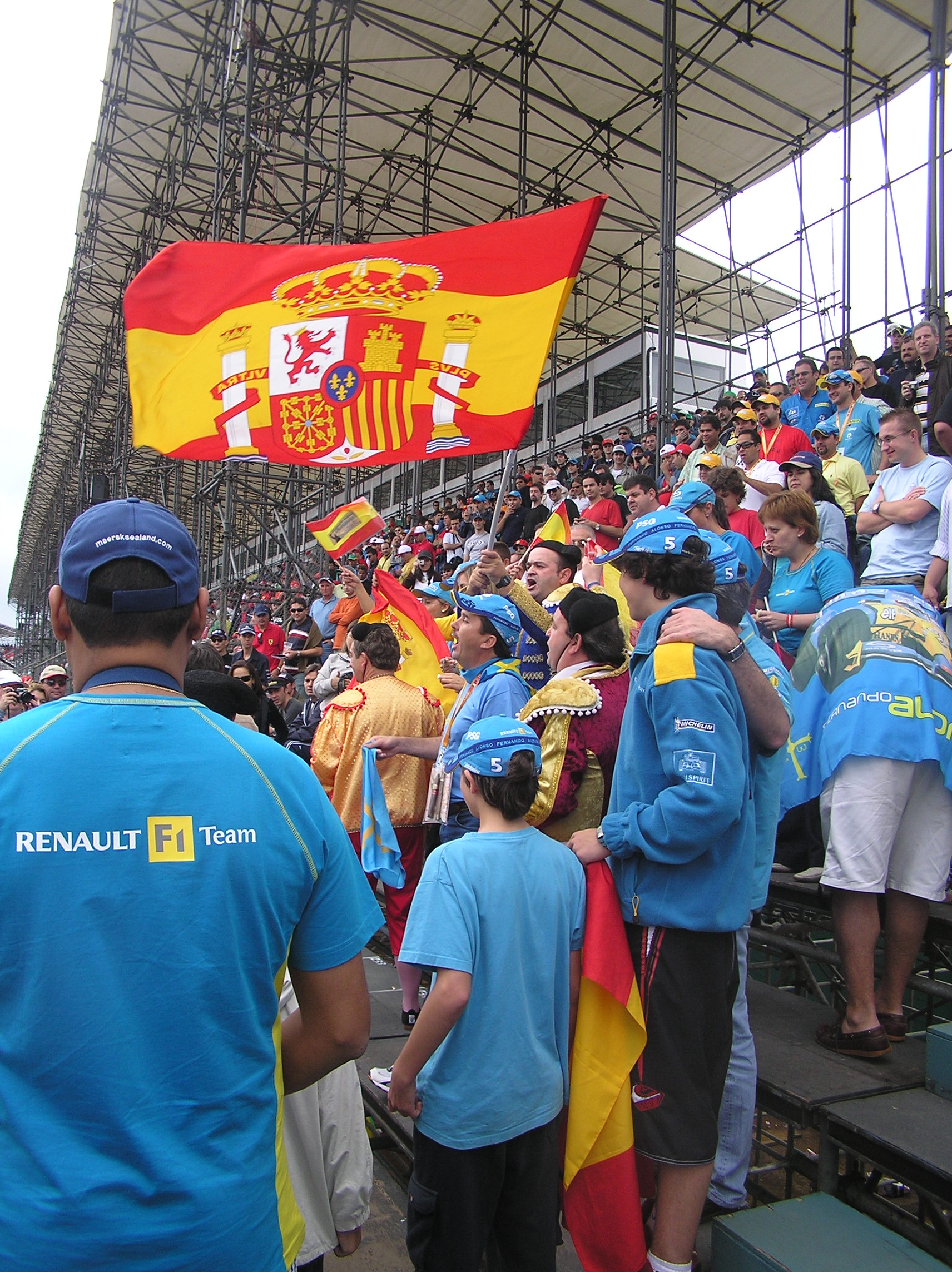
Seguidores de Fernando Alonso en el GP de Brasil de 2005.

La Fórmula 1 es una competición de automovilismo que inicia su andadura en el año 1950, remontándose las primeras participaciones españolas en un Gran Premio puntuable al año 1951. En sus carreras varios pilotos participan en un Gran Premio y mediante los puntos que se otorgan intentan conseguir la victoria en el Campeonato Mundial de Fórmula 1, que se celebra todos los años. Los primeros españoles en participar en el campeonato fueron Francisco Godia y Juan Jover Sañés en el Gran Premio de España de 1951 disputado en el Circuito de Pedralbes. Desde entonces, otros 13 pilotos españoles han participado en alguna carrera de Gran Premio de Fórmula 1, entre ellos se destaca Fernando Alonso, que ha ganado dos títulos mundiales y ha resultado subcampeón en tres ocasiones.
Han formado parte sólo en entrenamientos oficiales de grandes premios: César Apezteguía con Talbot-Lago en 1950, Dani Clos con HRT en 2012, Daniel Juncadella con Force India en 2014 y Álex Palou con McLaren en 2022.
También participaron en carreras con automóviles de normativa de Fórmula 1 antes de 1950 Salvador Fábregas y Enrique Tintoré con la Scuderia Automobilistica Spagnola da Corsa.

## Primeros años (1950-1960)
Primeros pilotos en participar en la F1 en su primera década de vida.

### Francisco Godia (1951, 1954-1958)
Entre 1954 y 1958 disputó el Campeonato del Mundo de Fórmula 1, pilotando automóviles Maserati. Debutó el 28 de octubre de 1951 en el Gran Premio de España y logró un total de seis puntos en el campeonato mundial, conseguidos con sendos cuartos puestos. Terminó 9º en el Campeonato Mundial de 1956, algo que ningún español consiguió superar hasta Fernando Alonso.

### Juan Jover (1951)
Participó solo en un Gran Premio, en el Gran Premio de España de 1951, aunque ni siquiera pudo empezar la carrera en el circuito de Pedralbes, debido a una rotura del motor de su Maserati.

### Alfonso de Portago (1956-1957)
Participó en cinco grandes premios, siempre en la Scuderia Ferrari, debutando el 1 de julio de 1956 en Francia, y logró un total de 4 puntos del campeonato, siendo 2º en el Gran Premio de Gran Bretaña de 1956 (es junto a Fernando Alonso, Pedro de la Rosa y Carlos Sainz Jr. uno de los 4 españoles que ha logrado un podio) y 5º en el Gran Premio de Argentina de 1957.

### Antonio Creus (1960)
Participó solo en un Gran Premio, el 7 de febrero de 1960 en Argentina, en el que solo pudo completar 16 vueltas al circuito con un Maserati.

## Época de escasez (1970-1990)
Época dominada por la escasez de resultados de pilotos españoles, la mayoría no lograban competir en más de 2 carreras consecutivas y con material bastante pobre.

### Alex Soler Roig (1970-1972)
Participó en nueve grandes premios, debutando el 19 de abril de 1970, pero no llegó a completar ninguna carrera.

### Emilio de Villota (1976-1978, 1982)
Participó en 14 grandes premios, aunque tan solo llegó a disputar dos carreras en 1977, puesto que no se clasificó para las restantes, debutando el 2 de mayo de 1976 en el trazado madrileño del Jarama.

### Emilio Zapico (1976)
Participó en un gran premio con la escudería Mapfre Wiliams, pero falló en la calificatoria. El monoplaza Williams FW04 que usaba tenía un año de antigüedad y fue usado posteriormente por Brian McGuire.

### Adrián Campos (1987-1988)
Participó en 21 grandes premios con Minardi, debutando el 12 de abril de 1987. Diversos problemas mecánicos y de puesta a punto le impidieron tanto a él como a su compañero Alessandro Nannini puntuar en el Mundial. Estas circunstancias le llevaron a completar dos de las 21 carreras en que tomó la salida, obteniendo un 14.º puesto en España como mejor resultado. Un año más tarde y tras no poder aceptar ofertas de otros equipos por motivos contractuales, tomó la decisión de retirarse de la F1 a mediados de 1988.

### Luis Pérez Sala (1988-1989)
Inició su carrera en copas de promoción, iniciándose en los circuitos internacionales corriendo la copa Alfasud Sprint en 1983 y la Fórmula 3 italiana en 1984, junto con el piloto asturiano Luis Villamil. Llegó a la Fórmula 1 y participó en 32 grandes premios, debutando el 3 de abril de 1988 en Jacarepagua (Brasil), logrando un único punto a lo largo de su trayectoria en el Gran Premio de Gran Bretaña de 1989 al terminar en 6.ª posición.

## Época dorada (1999-actualidad)
En este periodo de tiempo los pilotos españoles logran competir temporadas enteras en la Fórmula 1, además de tener a partir de sus segundos años en la competición, coches suficientemente competitivos para terminar en la zona de puntos, la época también viene marcada por los éxitos y títulos de Fernando Alonso.

### Marc Gené (1999-2000, 2003-2004)

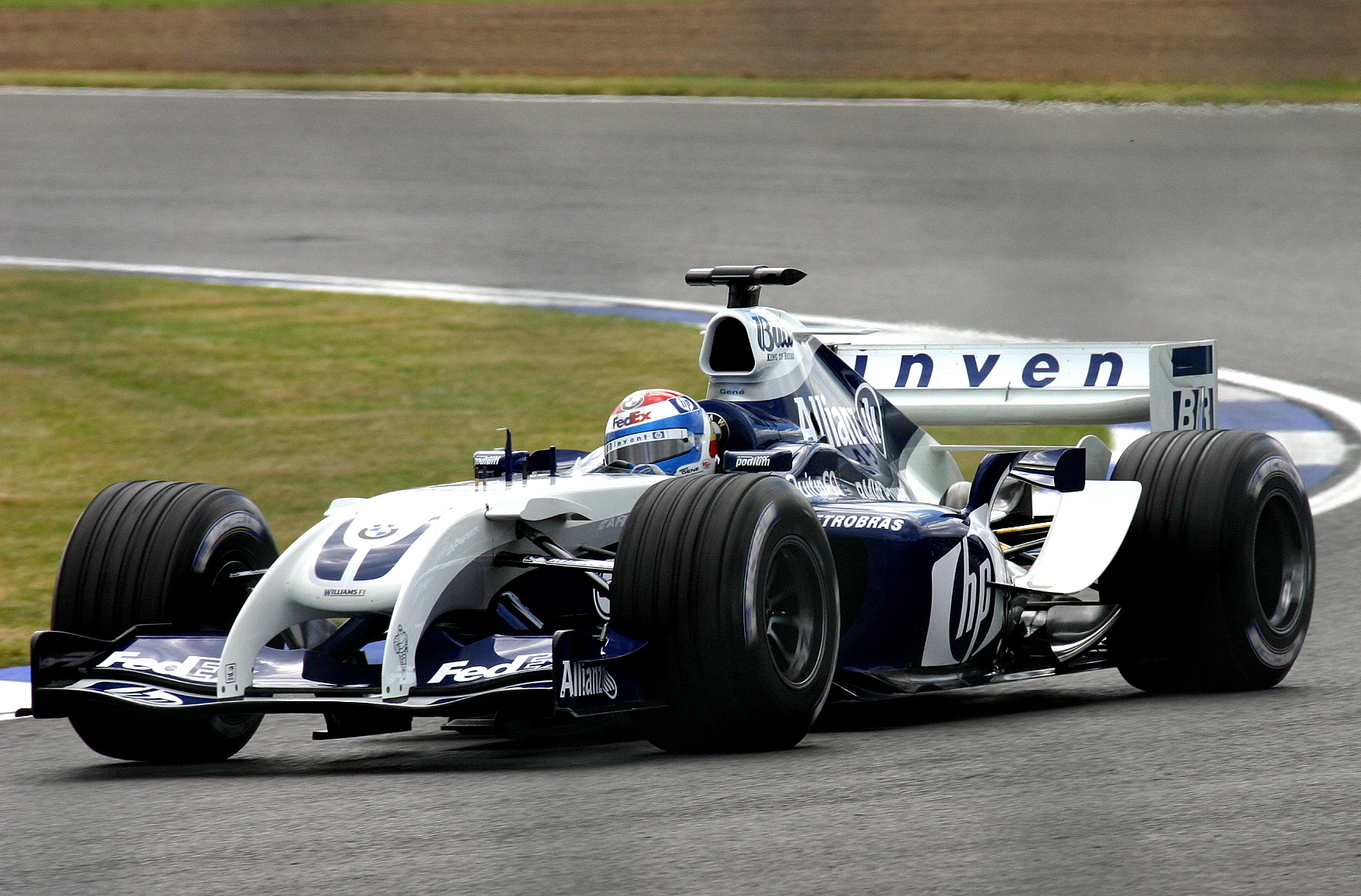
Marc Gené en 2004.

Marc Gené se inició en la máxima categoría en 1999 con Minardi y logró un punto. Siguió un año más con la escudería italiana. Como probador de Williams disputó tres carreras en sustitución de Ralf Schumacher y obtuvo su mejor resultado, un 5º lugar, en Italia 2003. Actualmente colabora como comentarista en varias cadenas de televisión y sigue formando parte de la familia Ferrari como piloto probador y de desarrollo.

### Pedro Martínez de la Rosa (1999-2002, 2005-2006, 2010-2012)

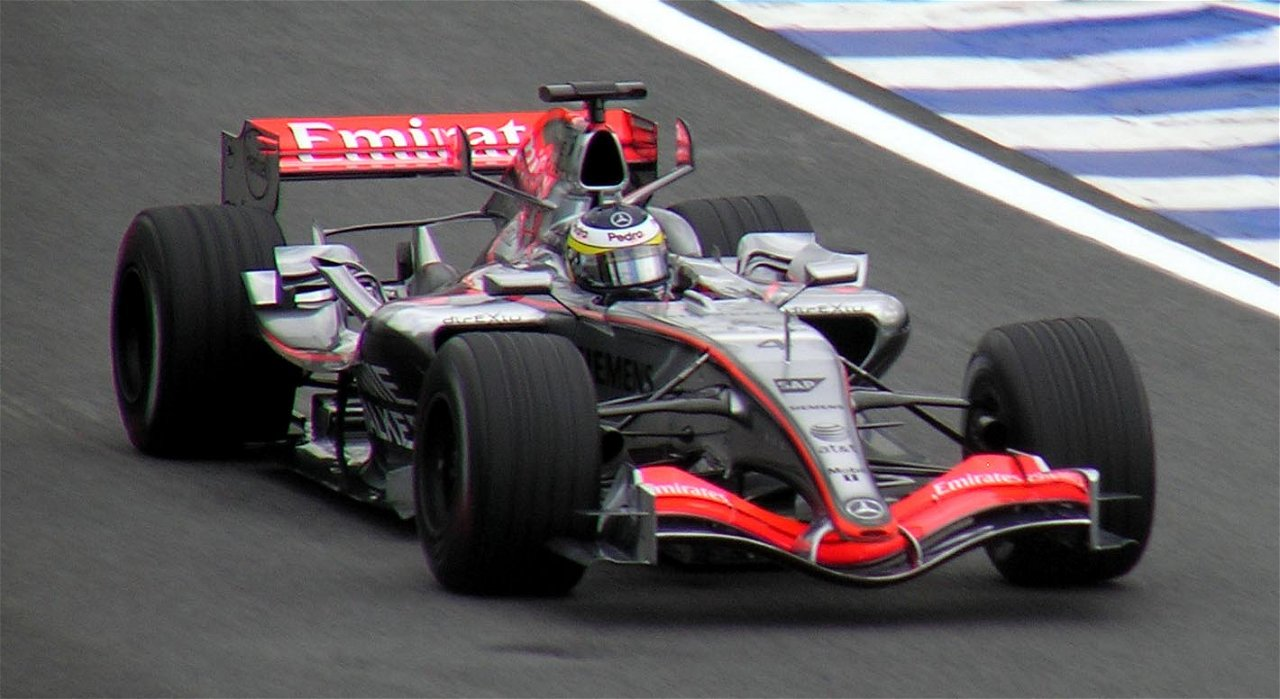
Pedro de la Rosa en 2006.

Pedro de la Rosa es junto a Alfonso de Portago, Fernando Alonso y Carlos Sainz Jr. uno de los cuatro españoles que han alcanzado el podio en la Fórmula 1 (en su caso, en el Gran Premio de Hungría de 2006). Durante algunas temporadas había compaginado su tarea de probador y piloto titular con la de comentarista en las retransmisiones televisivas de F1, en Telecinco, La Sexta, Antena 3 y en Movistar Fórmula 1. Actualmente es comentarista en el canal DAZN F1. Ha corrido en los siguientes equipos: Arrows, Jaguar, McLaren, Sauber, HRT y Scuderia Ferrari (como probador). En el gran premio de Baréin del 2005, logró marcar la vuelta más rápida del circuito hasta hoy en día.

### Fernando Alonso (2001, 2003-2018, 2021-)

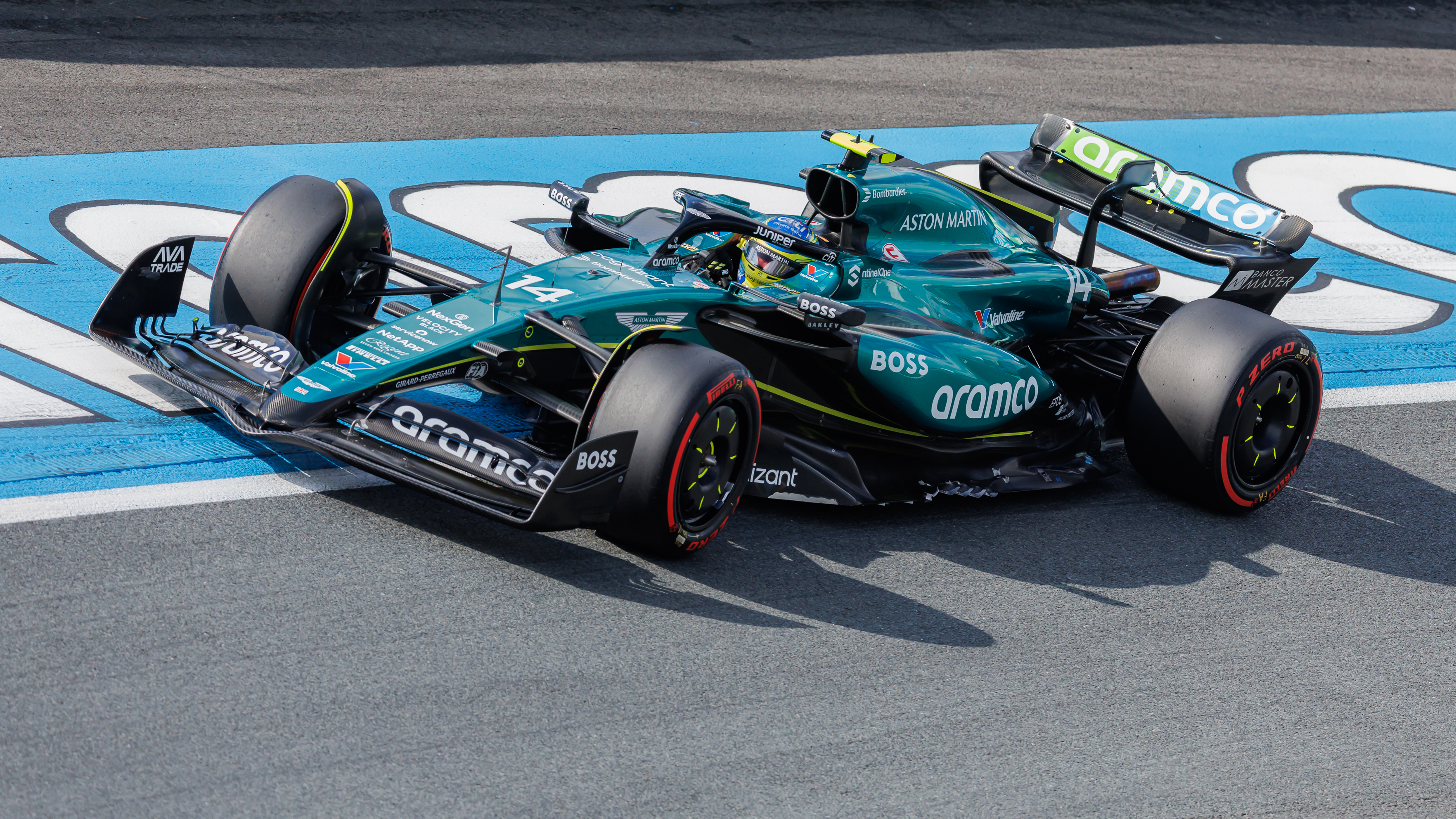
Fernando Alonso en 2024.

Fernando Alonso es sin duda alguna el piloto español de Fórmula 1 más exitoso, siendo el único que ha logrado ganar campeonatos, hasta dos. Debutó en 2001 con Minardi y con Renault logró su primera victoria (Hungría 2003) y ganó sus dos títulos mundiales en 2005 y 2006. Para entonces ya había batido todo tipo de récords posibles de precocidad el la F1. Ha sido piloto de Ferrari y con ellos ha sido tres veces subcampeón (2010, 2012 y 2013). A partir de 2015 vuelve a McLaren con su motor Honda tras su etapa en 2007 donde obtuvo el tercer puesto. En 2017, 2019 y 2020 participó en las 500 Millas de Indianápolis llegando a liderar la carrera en su primera participación. En 2018 y 2019 ganó las 24 Horas de Le Mans (compitiendo toda la temporada 2018-19 del WEC) y las 24 Horas de Daytona de 2019. El 14 de agosto de 2018 anunció su retirada de la Fórmula 1, pero volvió con Alpine F1 Team para 2021 donde consiguió un podio en el Gran Premio de Catar, tras dos años en la escudería, en 2023 es piloto de la escudería Aston Martin con la que consiguió ocho podios y una vuelta rápida, resultando cuarto en su primera temporada. En el gran premio de Canadá de 2023 se convirtió en el 5° piloto con más podios en la historia de la categoría reina del mundo del motor, tras ser superado por Max Verstappen en 2024, actualmente con 106 podios esta igualado con Alain Prost.

### Jaime Alguersuari (2009-2011)

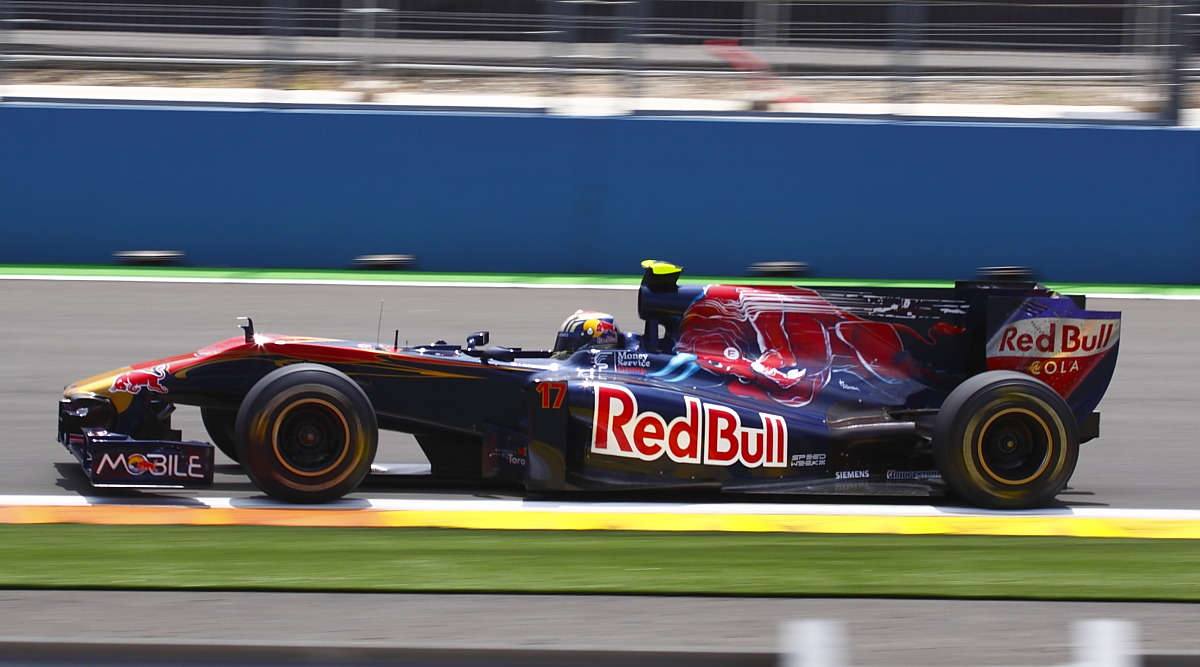
Jaime Alguersuari en 2010.

Jaime Alguersuari fue piloto oficial de la Scuderia Toro Rosso de Fórmula 1 desde 2009 hasta 2011. Llegó a ser el piloto más joven en competir en la F1 superando a Mike Thackwell (posteriormente Max Verstappen superaría ese récord en 2015). Alguersuari debutó el 26 de julio de 2009 en Hungría, con tan solo 19 años y 125 días. Su mejor resultado es un 7º puesto que logró en dos ocasiones: Italia 2011 y Corea 2011.

### Roberto Merhi (2015)

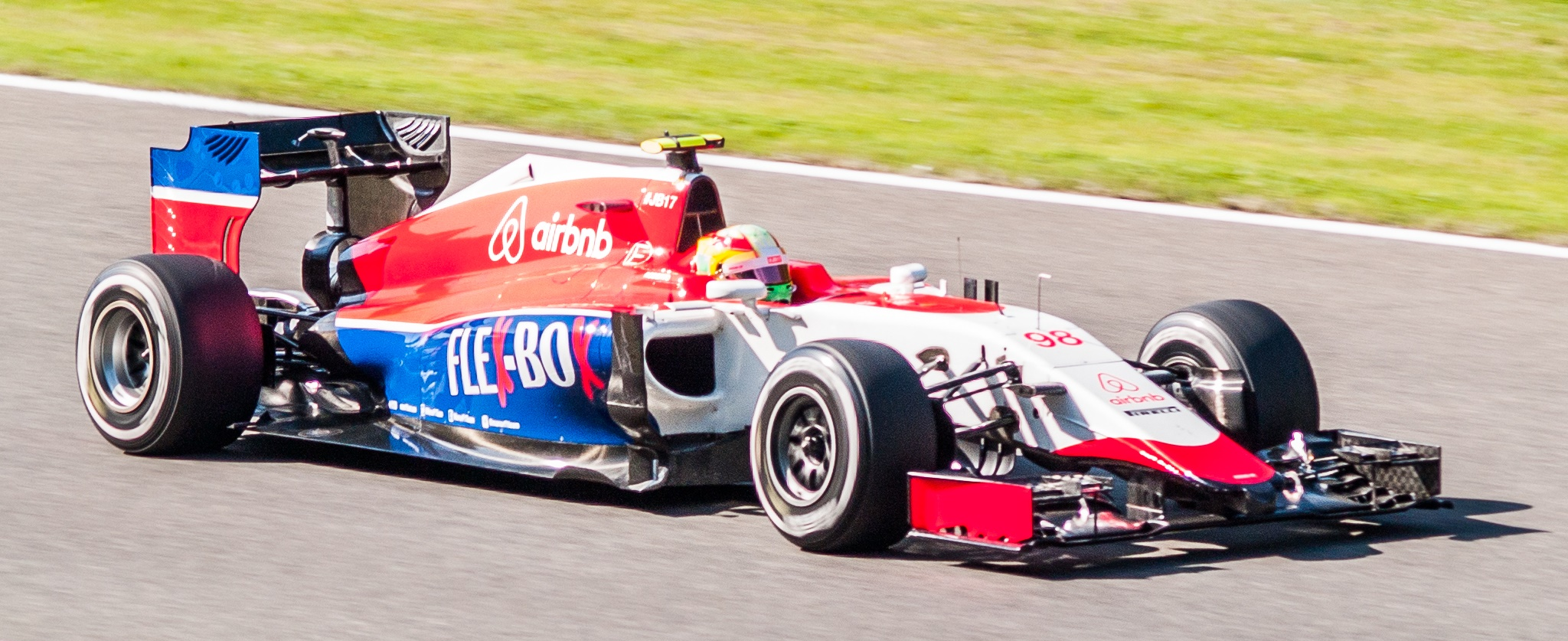
Roberto Merhi en 2015.

Roberto Merhi, piloto probador de Caterham el año anterior, el día 10 de marzo de 2015, el equipo Manor Marussia F1 Team anunció oficialmente el fichaje del español para disputar los primeros Grandes Premios de la temporada, junto a Will Stevens. El piloto castellonense, venía de luchar el año anterior por el campeonato de las World Series by Renault, donde tuvo posibilidades de llevarse el campeonato y estuvo en segundo lugar casi toda la temporada hasta la última carrera, finalizando en tercer lugar por detrás de Carlos Sainz Jr. y Pierre Gasly pese a no tener uno de los coches más competitivos de la parrilla. De entre los pilotos que han disputado más carreras de 10 carreras en la Fórmula 1, es el piloto con menor porcentaje de abandonos (7,69%), ya que solamente abandonó en 1 carrera de las 13 que corrió: el Gran Premio de Canadá de 2015.

### Carlos Sainz Jr. (2015-)

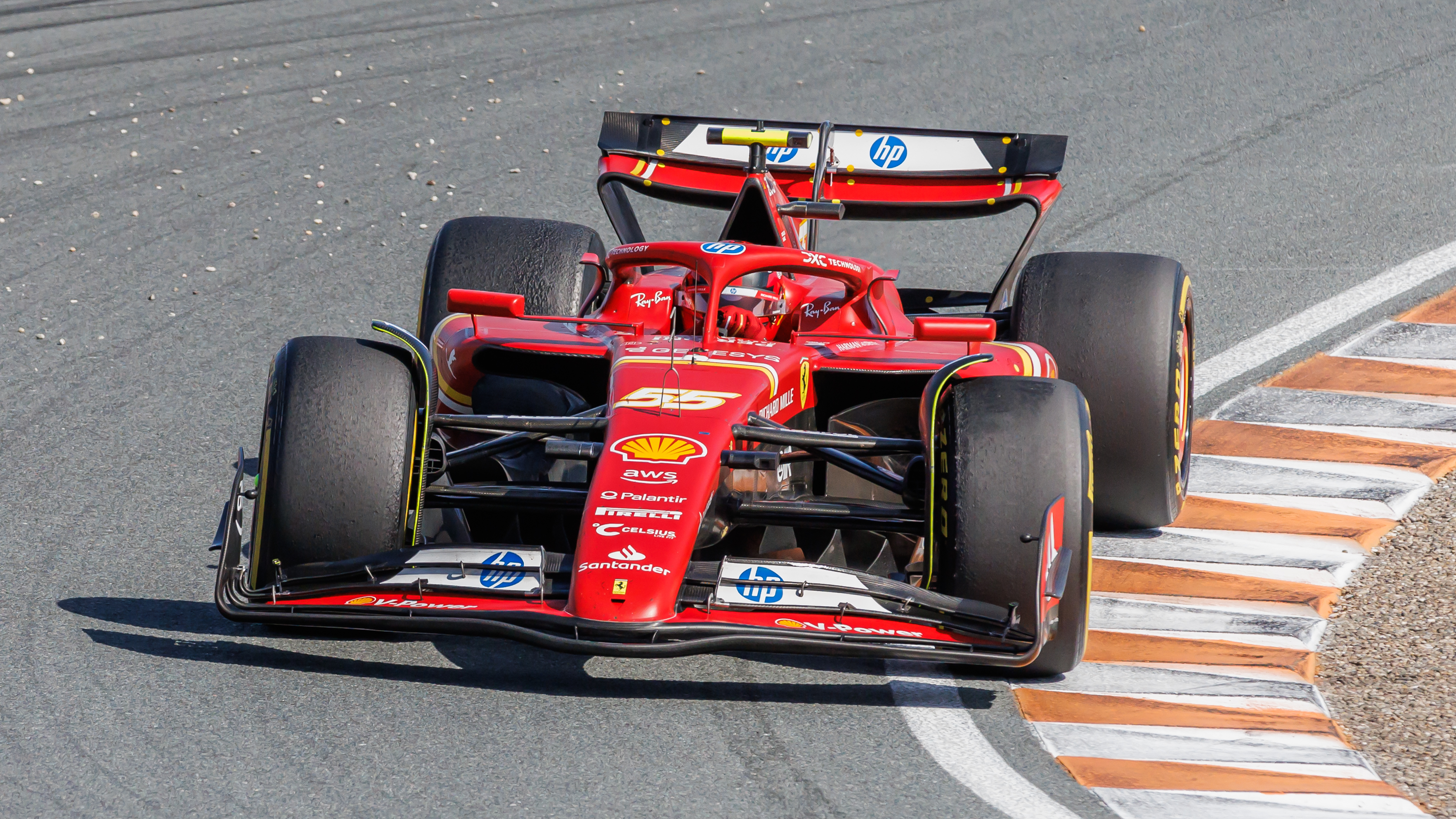
Carlos Sainz Jr. en 2024.

Carlos Sainz Jr., hijo de Carlos Sainz, bicampeón del mundo de rally y vencedor del Rally Dakar en 2010, 2018, 2020 y 2024. Compitió en 2015 y 2016 con la Scuderia Toro Rosso tras ganar en 2014 las World Series by Renault en su categoría Formula Renault 3.5. A finales de 2017 fichó por la escudería Renault, lugar en el que siguió compitiendo en 2018. El madrileño fue el decimoquinto español en participar en un Gran Premio de Fórmula 1. Para 2019, Sainz fue fichado por el equipo McLaren. En el Gran Premio de Brasil de 2019, Sainz logró ser tercero ya que Lewis Hamilton fue sancionado, después de haber salido en la última posición, logrando así un registro histórico. De esta manera, consiguió su primer podio en F1 y el número 100 de los pilotos de su nacionalidad española. El 14 de mayo de 2020 se anunció su fichaje como piloto de la Scuderia Ferrari para 2021.
En julio de 2022, logró su primera pole position y su primera victoria en Fórmula 1 en Reino Unido, convirtiéndose en el segundo piloto español en lograr una victoria en la categoría reina del automovilismo.

## Estadísticas
| Piloto                    | Temporadas | Grandes Premios |
| ------------------------- | ---------- | --------------- |
| Fernando Alonso           | 21         | 406             |
| Carlos Sainz Jr.          | 10         | 211             |
| Pedro Martínez de la Rosa | 9          | 105             |
| Jaime Alguersuari         | 3          | 46              |
| Marc Gené                 | 4          | 36              |
| Luis Pérez-Sala           | 2          | 32              |
| Adrián Campos             | 2          | 21              |
| Francisco Godia           | 5          | 14              |
| Emilio de Villota         | 4          | 14              |
| Roberto Merhi             | 1          | 13              |
| Alex Soler-Roig           | 3          | 9               |
| Alfonso de Portago        | 2          | 5               |
| Juan Jover Sañés          | 1          | 1               |
| Antonio Creus             | 1          | 1               |
| Emilio Zapico             | 1          | 1               |

### Campeonatos Mundiales
El único piloto español que ha logrado el título del Campeonato Mundial de Pilotos de Fórmula 1 ha sido Fernando Alonso, y también de Constructores junto a Renault, al conseguirlo en los años 2005 y 2006.
| Campeonatos | Piloto          | Temporada   |
| ----------- | --------------- | ----------- |
| 2           | Fernando Alonso | 2005 y 2006 |

### Victorias en Grandes Premios
Los únicos pilotos españoles que han logrado vencer en un Gran Premio son Fernando Alonso quien lo ha conseguido en 32 ocasiones, y Carlos Sainz quien lo ha conseguido en 4 ocasiones.
Fernando Alonso obtuvo su primera victoria en 2003 al imponerse en el Gran Premio de Hungría y la última en 2013 al vencer en el Gran Premio de España. El detalle es el siguiente:
| Ver todas las victorias | Ver todas las victorias | Ver todas las victorias | Ver todas las victorias |
| Victorias               | Piloto                  | Año                     | Gran Premio             |
| ----------------------- | ----------------------- | ----------------------- | ----------------------- |
| 32                      | Fernando Alonso         | 2003                    | G. P. de Hungría        |
| 32                      | Fernando Alonso         | 2005                    | G. P. de Malasia        |
| 32                      | Fernando Alonso         | 2005                    | G. P. de Baréin         |
| 32                      | Fernando Alonso         | 2005                    | G. P. de San Marino     |
| 32                      | Fernando Alonso         | 2005                    | G. P. de Europa         |
| 32                      | Fernando Alonso         | 2005                    | G. P. de Francia        |
| 32                      | Fernando Alonso         | 2005                    | G. P. de Alemania       |
| 32                      | Fernando Alonso         | 2005                    | G. P. de China          |
| 32                      | Fernando Alonso         | 2006                    | G. P. de Baréin         |
| 32                      | Fernando Alonso         | 2006                    | G. P. de Australia      |
| 32                      | Fernando Alonso         | 2006                    | G. P. de España         |
| 32                      | Fernando Alonso         | 2006                    | G. P. de Mónaco         |
| 32                      | Fernando Alonso         | 2006                    | G. P. de Gran Bretaña   |
| 32                      | Fernando Alonso         | 2006                    | G. P. de Canadá         |
| 32                      | Fernando Alonso         | 2006                    | G. P. de Japón          |
| 32                      | Fernando Alonso         | 2007                    | G. P. de Malasia        |
| 32                      | Fernando Alonso         | 2007                    | G. P. de Mónaco         |
| 32                      | Fernando Alonso         | 2007                    | G. P. de Europa         |
| 32                      | Fernando Alonso         | 2007                    | G. P. de Italia         |
| 32                      | Fernando Alonso         | 2008                    | G. P. de Singapur       |
| 32                      | Fernando Alonso         | 2008                    | G. P. de Japón          |
| 32                      | Fernando Alonso         | 2010                    | G. P. de Baréin         |
| 32                      | Fernando Alonso         | 2010                    | G. P. de Alemania       |
| 32                      | Fernando Alonso         | 2010                    | G. P. de Italia         |
| 32                      | Fernando Alonso         | 2010                    | G. P. de Singapur       |
| 32                      | Fernando Alonso         | 2010                    | G. P. de Corea del Sur  |
| 32                      | Fernando Alonso         | 2011                    | G. P. de Gran Bretaña   |
| 32                      | Fernando Alonso         | 2012                    | G. P. de Malasia        |
| 32                      | Fernando Alonso         | 2012                    | G. P. de Europa         |
| 32                      | Fernando Alonso         | 2012                    | G. P. de Alemania       |
| 32                      | Fernando Alonso         | 2013                    | G. P. de China          |
| 32                      | Fernando Alonso         | 2013                    | G. P. de España         |

Carlos Sainz obtuvo su primera victoria en 2022 al imponerse en el Gran Premio de Gran Bretaña y la última en 2024 en el Gran Premio de México. El detalle es el siguiente:
| Ver todas las victorias | Ver todas las victorias | Ver todas las victorias | Ver todas las victorias      |
| Victorias               | Piloto                  | Año                     | Gran Premio                  |
| ----------------------- | ----------------------- | ----------------------- | ---------------------------- |
| 4                       | Carlos Sainz Jr.        | 2022                    | G. P. de Gran Bretaña        |
| 4                       | Carlos Sainz Jr.        | 2023                    | G. P. de Singapur            |
| 4                       | Carlos Sainz Jr.        | 2024                    | G. P. de Australia           |
| 4                       | Carlos Sainz Jr.        | 2024                    | G. P. de la Ciudad de México |

### Podios y puntos
El primer podio de un piloto español fue el 2º puesto obtenido en el Gran Premio de Gran Bretaña por Alfonso de Portago en 1956. Este podio convirtió además a Alfonso de Portago en el primer español en puntuar en un Gran Premio. Solo otros tres pilotos españoles han logrado alcanzar el podio de un Gran Premio: Fernando Alonso, Pedro Martínez de la Rosa y Carlos Sainz Jr..
En el Gran Premio de China de 2024, España se convirtió en la quinta nacionalidad con más puntos en la historia de la categoría con 3431,5, por detrás de Inglaterra, Alemania, Finlandia y Francia.
A continuación se relacionan los pilotos españoles que han logrado finalizar entre las diez primeras posiciones, que son las que desde 2010 dan derecho a puntuar. También se tiene en cuenta el formato de clasificación sprint, en 2021 otorgaba puntos a los tres primeros clasificados, en 2022 otorgaba puntos a los ocho primeros clasificados, y actualmente las carreras sprint, donde puntúan las ocho primeras posiciones desde 2023.
| Puesto                    | 1º | 2º | 3º | 4º | 5º | 6º | 7º | 8º | 9º | 10º | Puntos S. de su(s) época(s) | Puntos S. 2010 |
| ------------------------- | -- | -- | -- | -- | -- | -- | -- | -- | -- | --- | --------------------------- | -------------- |
| Fernando Alonso           | 32 | 39 | 35 | 28 | 30 | 24 | 27 | 20 | 15 | 13  | 1899                        | 3129           |
| Carlos Sainz Jr.          | 4  | 7  | 16 | 9  | 19 | 22 | 13 | 22 | 10 | 10  | 1273.5                      | 1273.5         |
| Pedro Martínez de la Rosa | 0  | 1  | 0  | 0  | 3  | 4  | 2  | 5  | 1  | 3   | 35                          | 117            |
| Francisco Godia           | 0  | 0  | 0  | 2  | 0  | 1  | 1  | 2  | 1  | 1   | 6                           | 49             |
| Marc Gené                 | 0  | 0  | 0  | 0  | 1  | 1  | 0  | 3  | 6  | 1   | 5                           | 43             |
| Jaime Alguersuari         | 0  | 0  | 0  | 0  | 0  | 0  | 2  | 3  | 2  | 3   | 31                          | 31             |
| Alfonso de Portago        | 0  | 1  | 0  | 0  | 1  | 0  | 0  | 0  | 0  | 0   | 4                           | 28             |
| Luis Pérez-Sala           | 0  | 0  | 0  | 0  | 0  | 1  | 0  | 2  | 0  | 1   | 1                           | 17             |

(Última actualización: Gran Premio de México de 2024)